# 래리 멀런 주니어
래리 멀런 주니어(영어: Larry Mullen, Jr., 1961년 10월 31일 ~ )는 아일랜드의 드러머로, U2의 일원이다.